# AureaComix
Aureacomix è una collana mensile di volumi a fumetti pubblicata dalla Editoriale Aurea a partire da maggio 2010. Pubblica prevalentemente fumetti di origine francese o sudamericana e tutti in formato cartonato.
La collana eredita e prosegue alcune delle serie pubblicate da Eura Editoriale sulle collane Euracomix (come Dago) ed Euramaster (come Antares), ma pubblica anche nuove serie (come Long John Silver) e storie autoconclusive.
La serie più pubblicata all'interno della collana è Dago: inizialmente a questo titolo era dedicato un numero ogni tre, con il proseguire della collana la frequenza dei numeri è aumentata fino a raggiungere la proporzione di circa tre numeri su quattro.

## Elenco dei titoli
1. Long John Silver [1 - Lady Vivian Hastings], di Xavier Dorison e Mathieu Lauffray
2. Dago [68 - Debito di sangue in Andalusia], di Robin Wood e Carlos Gómez
3. Long John Silver [2 - Neptune], di Xavier Dorison e Mathieu Lauffray
4. I cavalli del vento [1], di Lax e Pierre Fournier
5. Dago [69 - La vedova, il bastardo e il suo cane], di Robin Wood e Carlos Gómez
6. Di mano in mano di Ana Miralles e Emilio Ruiz
7. L'inchiostro del passato di Bauza e Mael
8. Dago [70 - La dama dal naso d'oro], di Robin Wood e Carlos Gómez
9. Antares [2], di Leo
10. Largo Winch [16 - La strada e la virtù], di Van Hamme e Francq
11. Dago [71 - Le nere acque della follia], di Robin Wood e Carlos Gómez
12. Long John Silver [3 - Il labirinto di cristallo], di Xavier Dorison e Mathieu Lauffray
13. Antares [3], di Leo
14. Dago [72 - Assassini venuti dal nord], di Robin Wood e Carlos Gómez
15. Alpha [11 - Fottuto Patriota], di Mythic e Youri Jigounov
16. Jeremiah [29 - Il gattino è morto], di Hermann
17. Dago [73 - Sapore di cuoio e di pioggia], di Robin Wood e Carlos Gómez
18. L'angelo di Venezia [1], di Andrea Mantelli e Paolo Ongaro
19. Largo Winch [17 - Mare nero], di Van Hamme e Francq
20. Dago [74 - Un nemico chiamato Dago], di Robin Wood e Carlos Gómez
21. Dago [75 - Tempesta di morte su Lucca], di Robin Wood e Carlos Gómez
22. Dago [76 - Una preda per tre assassini], di Robin Wood e Carlos Gómez
23. L'angelo di Venezia [2], di Andrea Mantelli e Paolo Ongaro
24. Dago [77 - Lastrega e il poeta della morte], di Robin Wood e Carlos Gómez
25. Dago [78 - Il mistero del monaco nero], di Robin Wood e Carlos Gómez
26. Jeremiah [30 - Fifty-Fifty], di Hermann
27. Dago [79 - Gli sciacalli del mare], di Robin Wood e Carlos Gómez
28. Dago [80 - È l'ora di affilare le spade], di Robin Wood e Carlos Gómez
29. Antares [4], di Leo
30. Dago [81 - Vento di rivoluzione sul Trentino], di Robin Wood e Carlos Gómez
31. Dago [82 - Il coraggio della dama oscura], di Robin Wood e Carlos Gómez
32. Dago [83 - Il segreto dell'eterna gioventù], di Robin Wood e Carlos Gómez
33. Barracuda [1 - Schiavi], di Jeremy e Jean Dufaux
34. Dago [84 - La principessa di roccia e di ferro], di Robin Wood e Carlos Gómez
35. Jeremiah [31 - Il cesto di granchi], di Hermann
36. Dago [85 - Mala tempora sull'Inghilterra], di Robin Wood e Carlos Gómez
37. Dago [86 - La regina imprigionata], di Robin Wood e Carlos Gómez
38. Jeremiah [32 - Il Caid], di Hermann
39. Dago [87 - Il mistero dei campanelli], di Robin Wood e Carlos Gómez
40. Largo Winch [18 - Collera rossa], di Van Hamme e Francq
41. Alpha Prime Armi [1 - Il battesimo del fuoco], di Eric Loutte e Emmanuel Herzet
42. Dago [88 - Il segreto del mercenario], di Robin Wood e Carlos Gómez
43. Long John Silver [4 - Guyanacapac], di Xavier Dorison e Mathieu Lauffray
44. Dago [89 - Un nome per il ragazzo magico], di Robin Wood e Carlos Gómez
45. L'Odissea [1], di Navarro e Sauri
46. Barracuda [2 - Cicatrici], di Jeremy e Jean Dufaux
47. Dago [90 - La foresta della paura], di Robin Wood e Carlos Gómez
48. Dago [91 - Il grande padre della montagna d'oro], di Robin Wood e Carlos Gómez
49. Antares [5], di Leo
50. Dago [92 - Alla conquista di un impero], di Robin Wood e Carlos Gómez
51. Dago [93 - L'oro dei morti], di Robin Wood e Carlos Gómez
52. Barracuda [3/4 - Duello/Rivolte], di Jeremy e Jean Dufaux
53. Alpha [12 - Un giretto con Malcom], di Mythic e Youri Jigounov
54. Dago [94 - Il sacrificio della principessa India], di Robin Wood e Carlos Gómez
55. I cavalli del vento [2], di Lax e Pierre Fournier
56. Dago [95 - La solitudine della follia], di Robin Wood e Carlos Gómez
57. Dago [96 - Uno sguardo per morire], di Robin Wood e Carlos Gómez
58. Dago [97 - Orrore nello stagno nero], di Robin Wood e Carlos Gómez
59. Dago [98 - Il potere del re d'oro], di Robin Wood e Carlos Gómez
60. Sopravvissuti [1 - Anomalie quantiche 1], di Leo
61. Largo Winch [19 - Caccia incrociata], di Van Hamme e Francq
62. Sopravvissuti [2 - Anomalie quantiche 2], di Leo
63. Dago [99 - La ragazza che parlava ai fiori], di Robin Wood e Carlos Gómez
64. Sopravvissuti [3 - Anomalie quantiche 3], di Leo
65. Kenya [1 - Apparizioni], di Leo
66. La guerra dei maghi [1 - Berlino], di Carlos Trillo e Domingo Mandrafina
67. Dago [100 - L'isola delle perle e del terrore], di Robin Wood e Carlos Gómez
68. Kenya [2 - Incontri], di Leo
69. La guerra dei maghi [2 - Londra], di Carlos Trillo e Domingo Mandrafina
70. Kenya [3 - Aberrazioni], di Leo
71. Dago [101 - Il sangue scorre nella notte], di Robin Wood e Carlos Gómez
72. Dago [102 - Una vittima per la vedova nera], di Robin Wood e Carlos Gómez
73. Farfalle colorate [1], di Carlos Trillo e Rodolfo Torti
74. Dago [103 - Tempesta su Cuba], di Robin Wood e Carlos Gómez
75. Dago [104 - Il giorno della follia e della vendetta], di Robin Wood e Carlos Gómez
76. Dago [105 - Alla ricerca dell'eterna giovinezza], di Robin Wood e Carlos Gómez
77. Dago [106 - Un uomo condannato a vivere], di Robin Wood e Carlos Gómez
78. Dago [107 - La triste fine del cavaliere del Sole], di Robin Wood e Carlos Gómez
79. Farfalle colorate [2], di Roberto Dal Prà e Rodolfo Torti
80. Dago [108 - Il triangolo dei misteri], di Robin Wood e Carlos Gómez
81. Dago [109 - Il freddo calore dell'inverno], di Robin Wood e Carlos Gómez
82. Dago [110 - La sacerdotessa del tempio delle donne], di Robin Wood e Carlos Gómez
83. Dago [111 - Lo specchio d'oro delle illusioni], di Robin Wood e Carlos Gómez
84. Dago [112 - L'uomo delle carovane], di Robin Wood e Carlos Gómez
85. Ultima frontiera [1], di Enrico Bertozzi e Enrico Bertozzi
86. Dago [113 - Lorena la leonessa del deserto], di Robin Wood e Carlos Gómez
87. Lockann [1], di Smilton Roa Klaassen e Smilton Roa Klaassen
88. Dago [114 - Il rifugio dei bambini perduti], di Robin Wood e Carlos Gómez
89. Dago [115 - Missione in Terra Santa], di Robin Wood e Carlos Gómez
90. Dago [116 - Nel labirinto dell'oro dei Templari], di Robin Wood e Carlos Gómez
91. Detective Caniveau [La mano della donna rossa], di Roberto Dal Prà e Rodolfo Torti
92. Dago [117 - Il segreto della torre], di Robin Wood e Carlos Gómez
93. Dago [118 - La compagnia della spada], di Robin Wood e Carlos Gómez
94. Chiara di notte [11 - Chiara di notte], di Eduardo Maicas e Jordi Bernet
95. Dago [119 - Il destino degli uomini magici], di Robin Wood e Carlos Gómez
96. Dago [120 - Il supplizio della Dama Francese], di Robin Wood e Carlos Gómez
97. Dago [121 - Pioggia di morte su Padova], di Robin Wood e Carlos Gómez
98. Chiara di notte [12 - La compagnia della spada], di Eduardo Maicas e Jordi Bernet
99. Dago [122 - Il ragazzo lupo e le sue sorelle], di Robin Wood e Carlos Gómez
100. Dago [123 - La grotta della vita], di Robin Wood e Carlos Gómez
101. Chiara di notte [13 - Chiara di notte], di Eduardo Maicas e Jordi Bernet
102. Dago [124 - Due pallottole per l'assassino], di Robin Wood e Carlos Gómez
103. Uncanny valley [1], di Francesco Moriconi e Giampiero Wallnofer
104. Dago [125 - La spada dell'immortalità], di Robin Wood e Carlos Gómez
105. Dago [126 - Il tormento di un uomo in fuga], di Robin Wood e Carlos Gómez
106. Dago [127 - La doppia faccia del diavolo], di Robin Wood e Carlos Gómez
107. Uncanny valley [2], di Francesco Moriconi e Giampiero Wallnofer
108. Dago [128 - La corsa della vittoria], di Robin Wood e Carlos Gómez
109. Dago [129 - Alla conquista di un porto sicuro], di Robin Wood e Carlos Gómez
110. Dago [130 - L'amante sulla collina], di Robin Wood e Carlos Gómez
111. Dago [131 - Assalto alla città del silenzio], di Robin Wood e Carlos Gómez
112. Dago [132 - Incontro con l'assassino], di Robin Wood e Carlos Gómez
113. Dago [133 - L'angelo rapito], di Robin Wood e Carlos Gómez
114. Dago [134 - Il coraggio di vincere la paura], di Robin Wood e Carlos Gómez
115. Dago [135 - Una morte annunciata], di Robin Wood e Carlos Gómez
116. Dago [136 - L'angelo e il falco], di Robin Wood e Carlos Gómez
117. Dago [137 - La forza delle donne], di Robin Wood e Carlos Gómez
118. Dago [138 - I giusti pagano per i peccatori], di Robin Wood e Carlos Gómez
119. Dago [139 - L'oro di Granada], di Robin Wood e Carlos Gómez
120. Dago [140 - Una lama dai riflessi rossi], di Robin Wood e Carlos Gómez
121. Dago [141 - E finalmente... amore], di Robin Wood e Carlos Gómez
122. Dago [142 - Il figlio di un guerriero], di Robin Wood e Carlos Gómez
123. Dago [143 - Liberare i bambini rapiti], di Robin Wood e Carlos Gómez
124. Dago [144 - Lo sterminatore di lupi], di Robin Wood e Carlos Gómez
125. Dago [145 - Una fiammata di follia], di Robin Wood e Carlos Gómez
126. Dago [146 - Il collezionista di morti], di Robin Wood e Carlos Gómez
127. Dago [147 - Un'ombra nella notte], di Robin Wood e Carlos Gómez
128. Dago [148 - Le lacrime di una principessa], di Robin Wood e Carlos Gómez
129. Dago [149 - Nel cuore della ragazza strega], di Robin Wood e Carlos Gómez
130. Dago [150 - Il fantasma del lago], di Robin Wood e Carlos Gómez
131. Dago [151 - Una nuova vita per due], di Robin Wood e Carlos Gómez
132. Dago [152 - Un diavolo in convento], di Robin Wood e Carlos Gómez
133. Dago [153 - Nella scia della vendetta], di Robin Wood e Carlos Gómez
134. Dago [154 - Gli orfanelli di Leocarno], di Robin Wood e Carlos Gómez
135. Dago [155 - Malta, corcevia di schiavi], di Robin Wood e Carlos Gómez
136. Dago [156 - L'angelo e il falco], di Robin Wood e Carlos Gómez
137. Dago [157 - Una ragnatela di melodie dimenticate], di Robin Wood e Carlos Gómez
138. Dago [158 - Sogni in una bolla di silenzio], di Robin Wood e Carlos Gómez
139. Dago [159 - Il Furore è la passione], di Robin Wood e Carlos Gómez
140. Dago [160 - La lunga mano di Bardakar], di Robin Wood e Carlos Gómez
141. Dago [161 - Lame che aspettano il bacio del sangue], di Robin Wood e Carlos Gómez
142. Dago [162 - L'assassino della luna piena], di Robin Wood e Carlos Gómez
143. Dago [163 - Il veleno della Follia], di Robin Wood e Carlos Gómez
144. Dago [164 - L'uomo vestito di nero], di Robin Wood e Carlos Gómez
145. Dago [165 - Morituri te salutant], di Robin Wood e Carlos Gómez
146. Dago [166 - L'undicesimo comandamento], di Robin Wood e Carlos Gómez
147. Dago [167 - L'ora della verità], di Robin Wood e Carlos Gómez
148. Dago [168 - Ritorno in Africa], di Robin Wood e Carlos Gómez
149. Dago [169 - Il ruggito del leone], di Robin Wood e Carlos Gómez
150. Dago [170 - Il quartiere delle lame], di Robin Wood e Carlos Gómez
151. Dago [171 - Una sposa per tre mariti], di Robin Wood e Carlos Gómez
152. Dago [172 - Intrighi mortali], di Robin Wood e Carlos Gómez
153. Dago [173 - San Marino], di Robin Wood e Carlos Gómez
154. Dago [174 - Nebbia amica], di Robin Wood e Carlos Gómez
155. Dago [175 - Pensieri su ali dorate], di Robin Wood e Carlos Gómez